# Terre (électricité)
Pour les articles homonymes, voir Terre (homonymie).
En électricité, la terre est un concept qui représente le sol (la masse terreuse, d'où son nom) en le considérant comme parfaitement conducteur et, par convention, au potentiel 0 volt. Cette dernière hypothèse peut être invalidée si le sol est peu conducteur, par exemple dans le cas du sable dans le désert ou du granit peu fissuré.

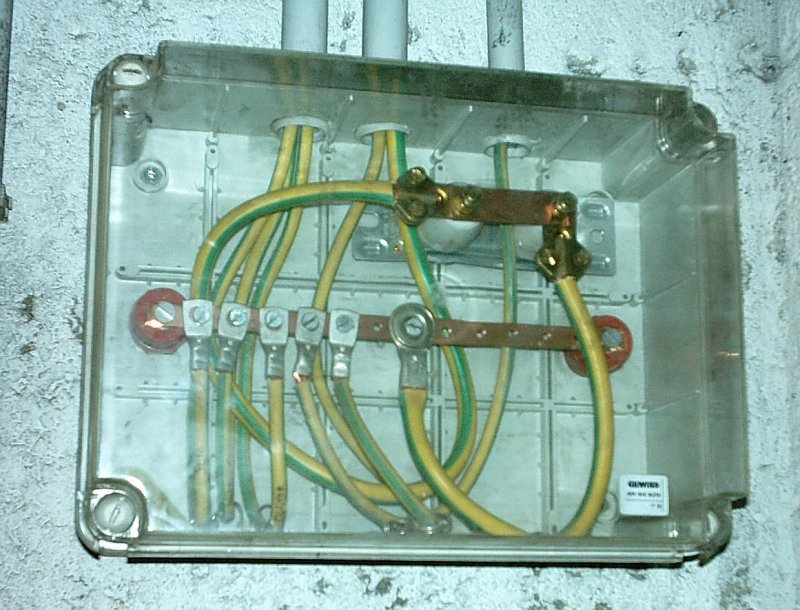
Tableau d’interconnexion des mises à la terre. En haut, la liaison au puits de terre ; en bas, l'interconnexion des fils de terre.

## Définition juridique

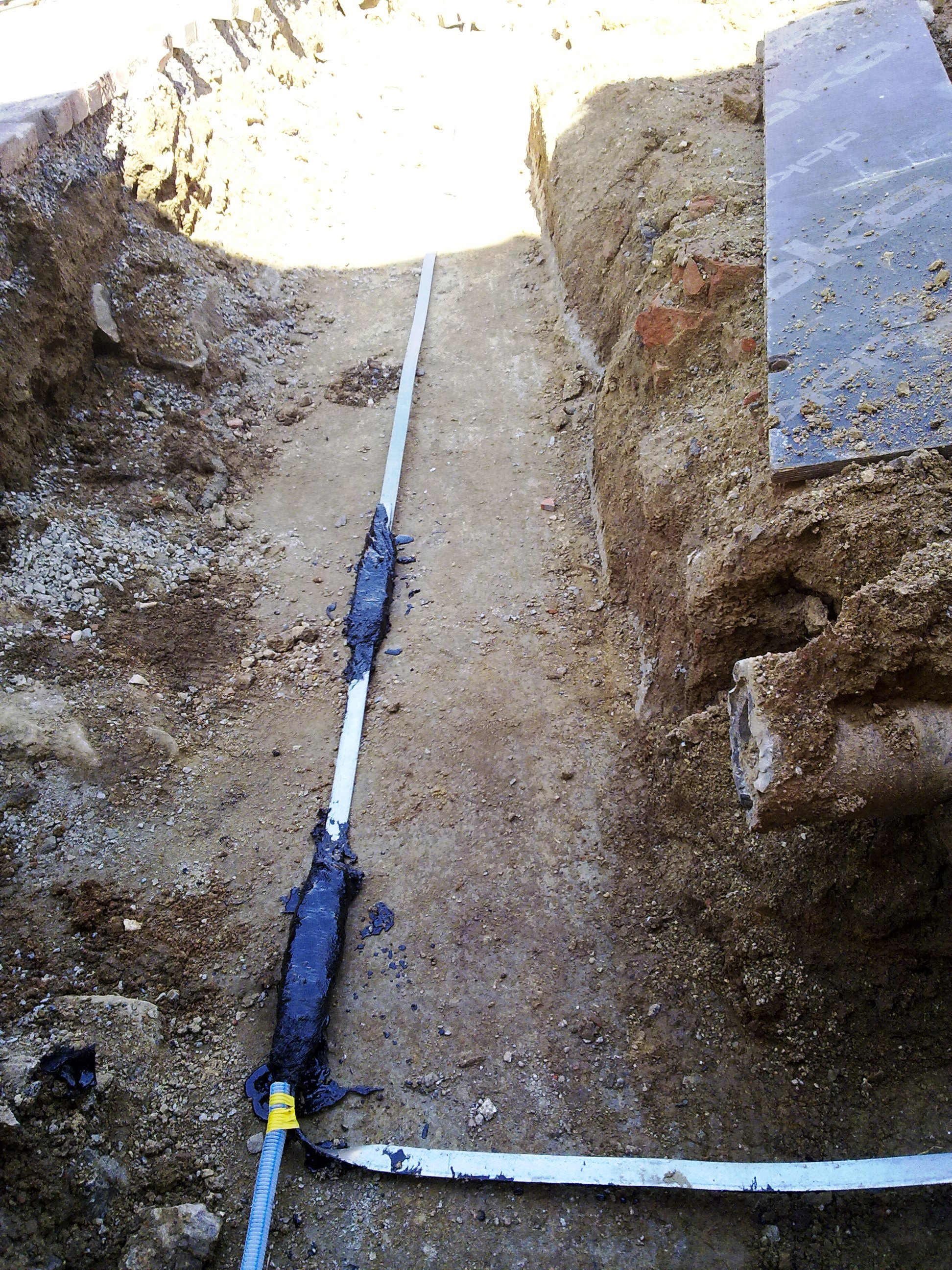
Puits de terre et liaison équipotentielle.

La définition juridique française est : « Terre : masse conductrice de la terre, dont le potentiel électrique en chaque point est considéré comme égal à zéro. »
Cette définition repose sur l'hypothèse que la terre est parfaitement conductrice et que son potentiel est le même en tout point. Ceci peut être contredit :
- localement : pour les sols très secs (cas du Sahara par exemple) ou certains types de sol[a] ;
- temporairement : en période de sécheresse prolongée ou si la nappe phréatique est très profonde ;
- ponctuellement : par exemple lors d'un coup de foudre en un point précis. Pendant cette période, certes très courte, le potentiel du sol n'est plus homogène et localement il n'est pas au potentiel moyen du globe.

Il s'agit donc d'une convention mais, fondamentalement, il est difficile d'obtenir une meilleure référence pour « zéro volt », simplement et économiquement, au quotidien. Ce qui importe pour la sécurité n'est pas tant le potentiel dans l'absolu que l’équipotentialité de ce qui peut entrer en contact avec un conducteur d'électricité ou un opérateur.
En pratique, aucun conducteur n'étant parfait, le potentiel d'un conducteur de mise à la terre, généralement nommé « fil de terre », n'est pas nécessairement nul mais, sauf problème d'installation, ce potentiel est suffisamment faible pour ne pas être dangereux pour les individus pouvant entrer en contact avec lui.

## Puits de terre
Il convient de n'avoir qu'un seul puits de terre par site pour servir de référence globale et de s'assurer que toutes les liaisons de terre soient interconnectées pour assurer l'équipotentialité. La qualité de la terre doit être vérifiée régulièrement en utilisant la barrette de terre pour la mesure. En France sa valeur ne doit pas dépasser 100 ohms afin d'assurer l'efficacité de la protection assurée par les disjoncteurs differentiels.

## Caractéristiques

### Résistivité du sol

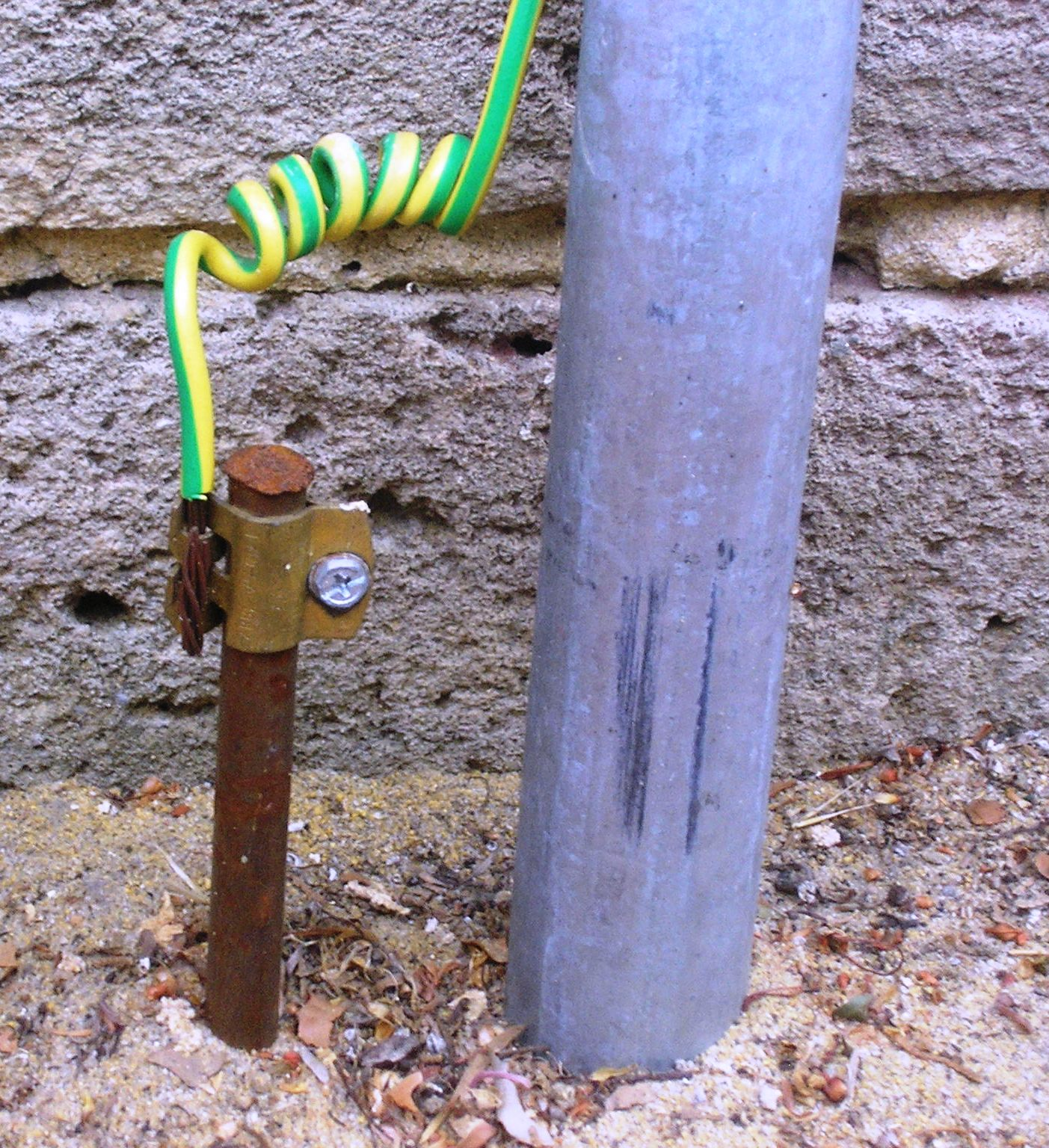
Connexion du « fil de terre » sur le « piquet de terre ».

La résistivité du sol se mesure à l'aide d'un telluromètre. Cette valeur dépend fortement de la constitution du sol et de son hygrométrie, de la température et de la profondeur. Cependant on peut considérer que sa dépendance à l'humidité et à la température devient moins importante au-delà de 2 m de profondeur.
| Sol                          | Résistivité moyenne (Ω.m) |
| ---------------------------- | ------------------------- |
| Tourbe humide                | 25 (5-100)                |
| Limon                        | 50 (20-100)               |
| Marnes                       | 150 (40-200)              |
| Schistes                     | 200 (50-300)              |
| Sable argileux               | 250 (50-500)              |
| Calcaire tendre              | 400 (50-800)              |
| Granite et grès altérés      | 800 (100-1 500)           |
| Sable siliceux               | 1 500 (200-3 000)         |
| Sol pierreux nu              | 2 000 (1 500-3 000)       |
| Calcaires compacts           | 2 500 (800-5 000)         |
| Granite et grès peu fissurés | 5 000 (1 500-12 000)      |

### Courant tellurique
Le courant tellurique est un courant électrique (continu ou extrêmement basse fréquence) circulant dans la croûte terrestre. Il est lié en particulier au champ magnétique terrestre et sa densité moyenne avoisine 2 A/km2[réf. nécessaire].

## Utilité de la mise à la terre

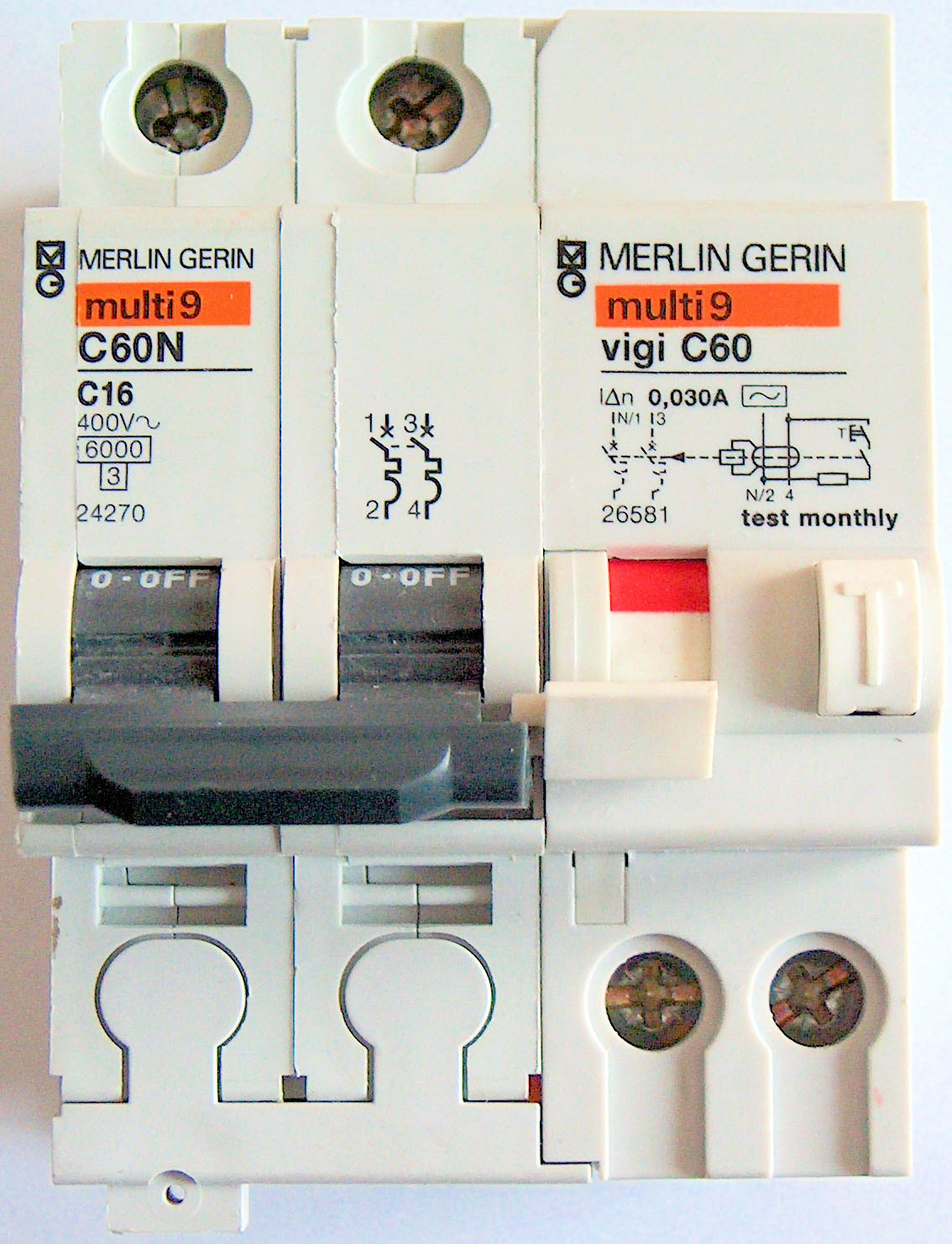
Disjoncteur différentiel 30 mA : différentiel (à droite) et disjoncteur (à gauche).

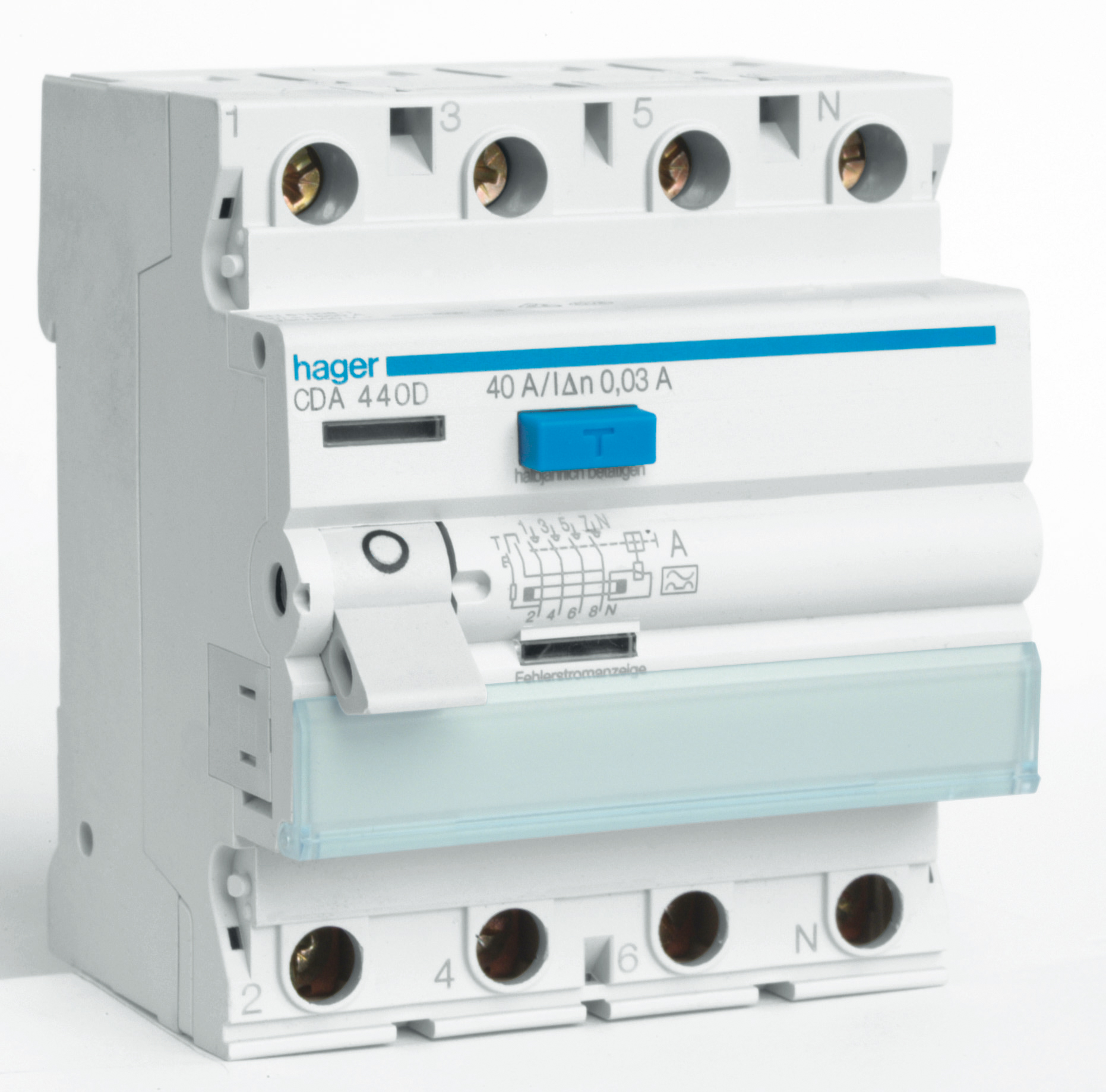
Interrupteur différentiel (triphasé et neutre) 30 mA.

### Défaut d'isolement
Un défaut d'isolement se produit dans un équipement électrique, lorsqu'un fil sous tension (généralement la phase d'un câble d'alimentation) est dénudé et vient toucher la carcasse métallique d'un appareil. À partir de cet instant il y a un danger certain d'électrisation voire d'électrocution si une personne entre en contact avec l'appareil. Dans de très nombreux pays, les appareils comportant une carcasse métallique doivent réglementairement être reliés à la terre de l'installation, afin d'engendrer un courant de défaut en cas de problème, on parle alors de « terre de protection » (abréviation PE). Cette disposition permet le déclenchement d'un disjoncteur différentiel placé en tête de circuit du tableau électrique.
Même si le neutre est relié à la terre par le distributeur d'électricité, cela ne dispense, en aucun cas, de la présence d'une mise à la terre locale ; en son absence les défauts ne pourraient pas être détectés par le disjoncteur différentiel. C'est bien l'association d'un disjoncteur différentiel avec un fil de mise à la terre locale qui assure la sécurité des personnes.
Afin d'être certain d'avoir un potentiel nul entre deux parties métalliques proches, et donc de ne pas risquer de s'électriser en touchant ces deux parties (exemple, dans une salle de bain), il est obligatoire de relier les tuyaux, huisseries et autres structures conductrices pour garantir l'équipotentialité. Cette interconnexion est nécessaire pour éviter tout problème, il convient de le faire « au plus court ». C’est-à-dire non seulement de faire le nécessaire pour que ce câble soit le plus court possible entre deux objets, mais aussi en répétant l'opération en plusieurs points si la longueur des objets est grande. De surcroît, bien sûr, il faut raccorder ces liaisons à la terre pour conserver le fonctionnement du disjoncteur différentiel si un courant venait à circuler dans les parties métalliques en cas de défaut (exemple : un chauffe-eau défectueux).
Il est fortement déconseillé de mettre à proximité deux appareils, à carcasse métallique, à terre non reliées, non équipotentielles, alimentés par des prises électriques distantes et à plus forte raison de deux bâtiments différents.

### Liaison équipotentielle
La terre est également utilisée comme référence de potentiel, pour sa conductivité relativement bonne, mais surtout grâce à sa grande capacité à écouler les charges électriques. Elle sert notamment à évacuer les décharges électrostatiques, les courants de mode commun des câbles de longueur importante, les surtensions dues à la foudre, les courants de défaut d'ouvrages haute tension, les pertes dans les grandes antennes hectométriques. La terre est ainsi un élément indispensable dans le domaine d'étude de la compatibilité électromagnétique.
Des liaisons équipotentielles devraient être établies à chaque fois que des pièces conductrices d'électricité (métaux, eau, etc.) risquent de se trouver au contact de l'électricité ou de personnes utilisant un appareil alimenté par de l’électricité. Pour éviter que ce risque ne se transforme en problème, toutes les pièces conductrices d’électricité doivent se trouver connectées à la terre de référence. Cela peut se traduire par différents types de liaisons équipotentielles, mise à la terre selon le lieu où l'on se trouve :
- mise à la terre des poutres métalliques, des tuyaux d'alimentation en eau, des tuyaux métalliques de la climatisation, etc., d'un bâtiment ;
- mise à la terre de l'arrivée d'eau et de tous les tuyaux métalliques (eau, gaz ou chauffage central) dans une maison ou un bâtiment ;
- mise à la terre d'une baignoire à structure métallique, d'une armoire métallique, des tuyaux métalliques d'alimentation en eau, etc., dans une salle d'eau.

## Couleur

Câble monophasé avec terre : le fil de terre est caractérisé par un isolant teinté en vert et jaune.

Le câble de terre (appelé « conducteur de protection ») a une couleur spécifique qui le distingue : selon les pays (c'est le cas pour l'Union européenne) on peut le trouver en jaune et vert      (le plus fréquent), voire en vert ou même sans isolant (tresse ou câblette). On le trouvait anciennement parfois en gris, celui-ci est interdit depuis par la norme française NF C 15-100 à la fin de 2002.
Du fait de son rôle spécifique de sécurité, les prises de courant distinguent toujours sans confusion possible ce conducteur particulier sur une broche spécifique. La manière de faire dépend du type de prise électrique.

## Autres sens du motterre
La plupart du temps, par extension et abus de langage, le terme « terre » a d'autres acceptions.
Le piquet de terrePiquet de métal conducteur planté dans le sol et auquel sont connectés, au travers de la barrette de terre, l'ensemble des liaisons équipotentielles et des « fils de protection » d'un bâtiment ;
La prise de terreC'est-à-dire l'ensemble du ou des conducteurs enterrés et interconnectés entre eux et qui sont donc au potentiel du sol (la terre électrique) ;
Un bornier de terre ou barrette de terreEn général une lamelle conductrice dévissable qui assure la connexion entre la prise de terre et le reste de l'installation ;
Un fil de terre ou conducteur de mise à la terreQui désigne le fil de protection en lui-même (connecté au bornier de terre) et qui interconnecte toute l'installation ;
Une broche de terreQue l'on retrouve sur les prises électriques et qui est connectée à un fil de protection et à la « terre ».

Différents appareils liés à la mise à la terre
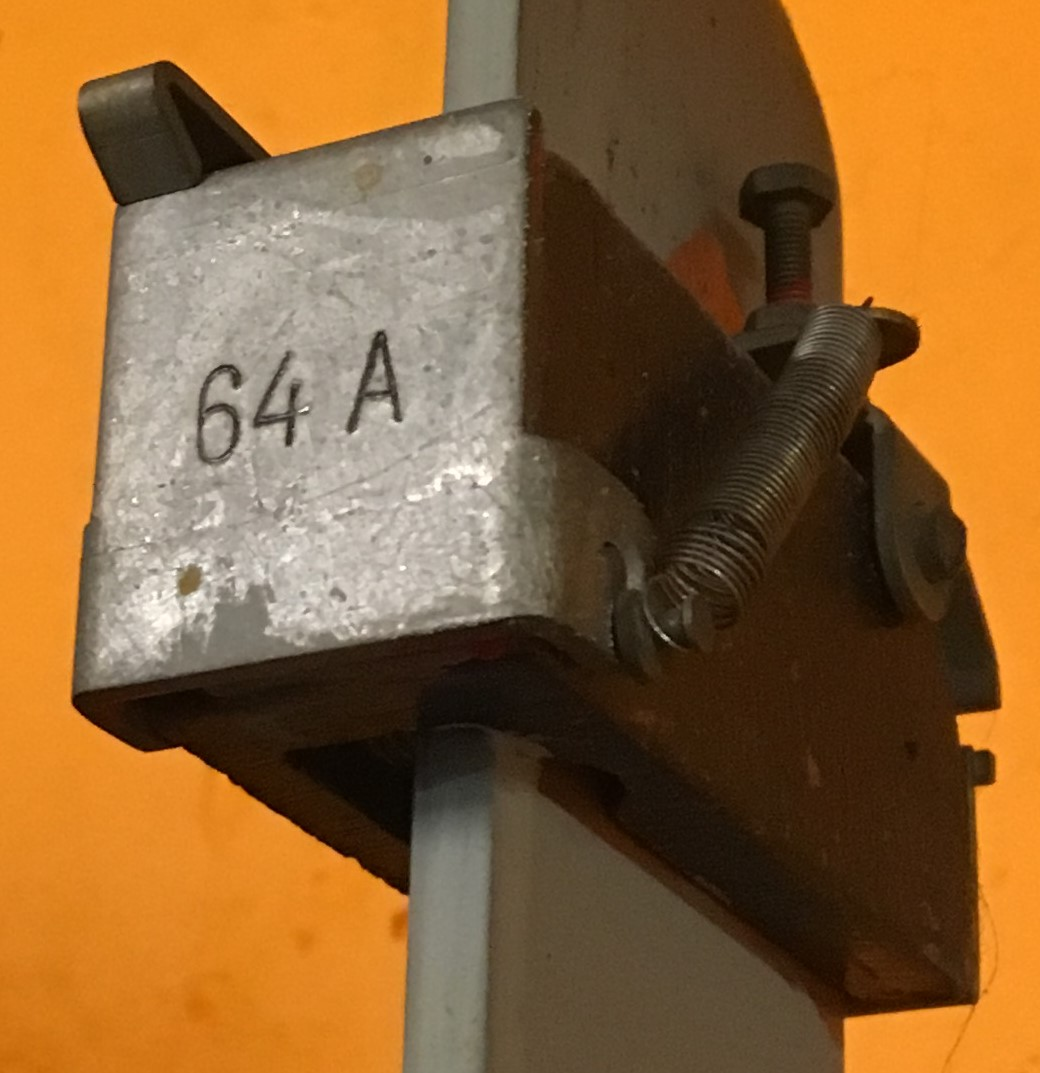
Témoin mécanique de courant de terre en position enclenchée, signe d'une situation normale.
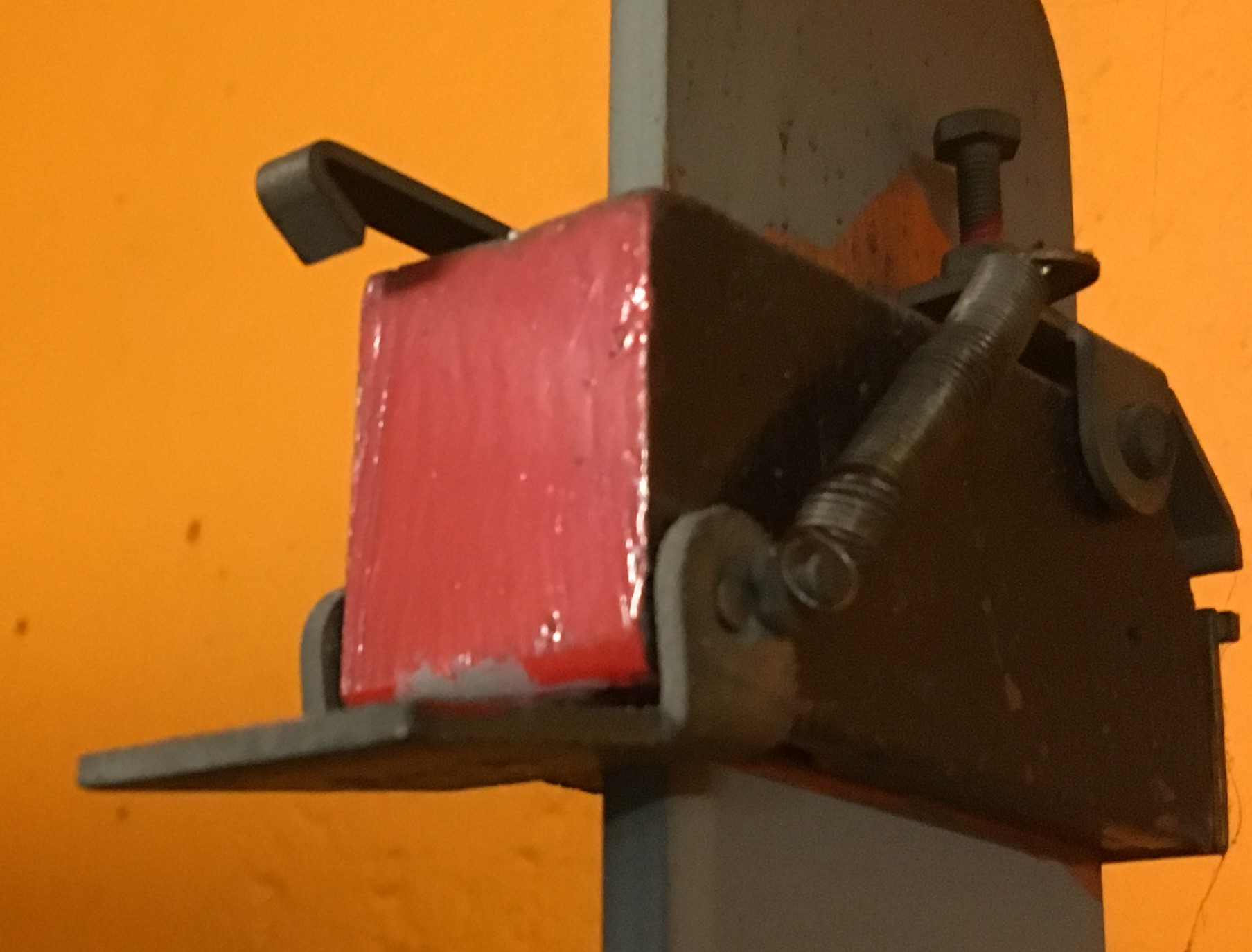
Témoin mécanique de courant de terre en position déclenchée et témoignant d'un défaut.
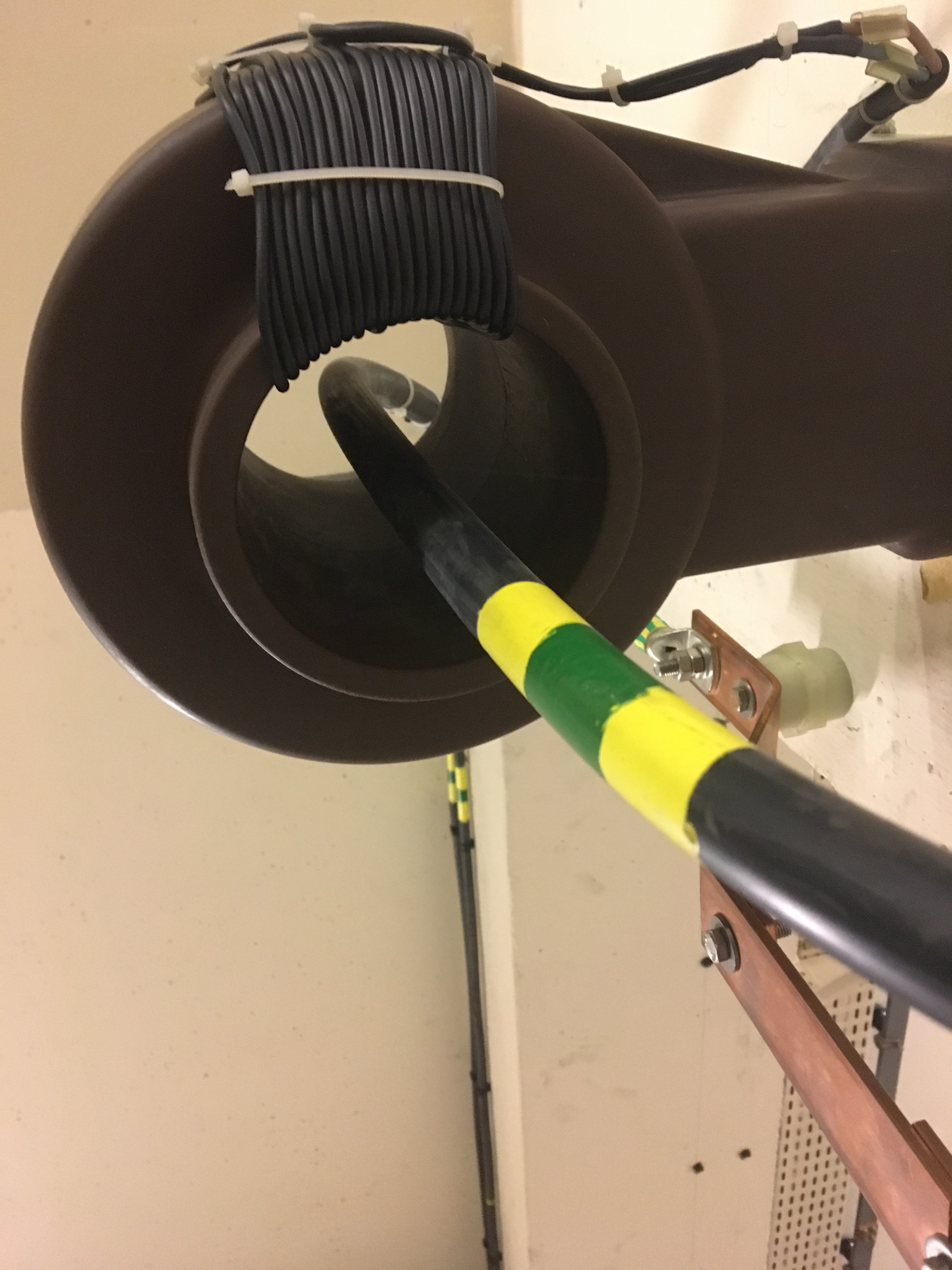
Transformateur de courant de terre, sans contact, pour détection et mesure des défauts.